# Pierre-Roland Saint-Jean
Pour les articles homonymes, voir Saint-Jean.
Pierre-Roland Saint-Jean est un footballeur puis entraîneur haïtien, né le 21 juin 1971 à L'Estère (département de l’Artibonite).

## Biographie

### Joueur

#### En club
Surnommé Ti Dominiken, Pierre-Roland Saint-Jean évolue au sein du Baltimore SC avec lequel il remporte trois championnats d'Haïti au cours des années 2000 (voir palmarès).

#### En sélection
International haïtien à 16 reprises (2 buts marqués), il atteint avec sa sélection la finale de la Coupe caribéenne des nations 2001, perdue 0-3 contre Trinité-et-Tobago. L'année suivante, il participe à la Gold Cup 2002 aux États-Unis où les Grenadiers tombent en quarts-de-finale aux mains du Costa Rica (2-1 a.p.).
Buts en sélection
| Buts en sélection de Pierre-Roland Saint-Jean | Buts en sélection de Pierre-Roland Saint-Jean | Buts en sélection de Pierre-Roland Saint-Jean | Buts en sélection de Pierre-Roland Saint-Jean | Buts en sélection de Pierre-Roland Saint-Jean | Buts en sélection de Pierre-Roland Saint-Jean | Buts en sélection de Pierre-Roland Saint-Jean |
|                                               | Date                                          | Lieu                                          | Adversaire                                    | Score                                         | Résultat                                      | Compétition                                   |
| --------------------------------------------- | --------------------------------------------- | --------------------------------------------- | --------------------------------------------- | --------------------------------------------- | --------------------------------------------- | --------------------------------------------- |
| 1.                                            | 17 septembre 2006                             | Stade Sylvio-Cator, Port-au-Prince (Haïti)    | République dominicaine                        | 2-1 (s.p.)                                    | 2-1                                           | Match amical                                  |
| 2.                                            | 24 mars 2007                                  | Miami Orange Bowl, Miami (États-Unis)         | Panama                                        | 3-0                                           | 3-0                                           | Match amical                                  |

### Entraîneur
Une fois sa carrière de joueur terminée, Pierre-Roland Saint-Jean s'oriente vers le métier d'entraîneur. L'année 2011 est importante sur le plan professionnel puisqu'il remporte le championnat de 3e division avec l'équipe de sa ville natale, l'AS L'Estère, qui plus est comme entraîneur-joueur. En fin d'année, il gagne le Trophée des Champions 2011 – opposant les vainqueurs des tournois d'ouverture et clôture du championnat – avec le Baltimore SC qui s'impose aux tirs au but (0-0, 9 tab 8) sur le Tempête FC.
En 2013, il devient l'adjoint d'Israel Blake Cantero, sélectionneur d'Haïti, lors de la Gold Cup 2013. Blake Cantero parti, il aura l'occasion de diriger l'équipe nationale contre la Corée du Sud, en match amical, le 6 septembre 2013 (défaite 4-1).

## Palmarès

### Palmarès de joueur

#### En club
- Baltimore SC
  - Champion d'Haïti en 2005 (clôture), 2005-2006 (ouverture) et 2007 (ouverture).

#### En équipe nationale
- Haïti
  - Finaliste de la Coupe caribéenne des nations en 2001.

### Palmarès d'entraîneur
- AS L'Estère
  - Champion de 3e division en 2011.

- Baltimore SC
  - Vainqueur du Trophée des Champions en 2011.